# Hans Ferdinand Mayer
Hans Ferdinand Mayer (Pforzheim, 23 ottobre 1895 – Monaco di Baviera, 18 ottobre 1980) è stato un matematico e fisico tedesco.
È stato l'autore del Rapporto Oslo, un'importante fuga di notizie dall'intelligence militare che rivelò segreti tecnologici tedeschi al governo britannico poco dopo l'inizio della seconda guerra mondiale.

## Biografia
Originario di un ambiente modesto, Mayer si offrì volontario per il servizio nella prima guerra mondiale, dove venne gravemente ferito il giorno del suo 19º compleanno. Successivamente studiò matematica, fisica e astronomia presso l'Università di Karlsruhe e l'Università di Heidelberg. Nel 1920 conseguì un dottorato "sul comportamento delle molecole in relazione agli elettroni lenti liberi". Il suo professore era il vincitore del Premio Nobel Philipp Lenard. Nel 1922 entra a far parte del laboratorio di Berlino della Siemens & Halske AG. Dal 1926 collaborò con Karl Küpfmüller. Entrambi gli scienziati si occuparono del trasferimento d'informazioni senza interferenze nei circuiti a lunga distanza, importante per lo sviluppo delle telecomunicazioni. Nel 1936 Mayer divenne direttore del laboratorio di ricerca della Siemens di Berlino.
Nel 1943 venne arrestato per motivi politici (ascolto della BBC e critiche al regime nazista), anche se i nazisti non seppero mai dell'esistenza del Rapporto Oslo. Venne salvato dall'esecuzione grazie all'intervento del suo supervisore di dottorato Lenard, ironicamente un ardente sostenitore nazista. Venne internato prima a Dachau, poi in altri quattro campi di concentramento fino alla fine della guerra. Anche Johannes Plendl svolse un ruolo nella sua sopravvivenza nei campi, nominando Mayer a capo di un laboratorio radio, sebbene Mayer non avesse esperienza in radio.
Dopo la seconda guerra mondiale Mayer, insieme ad altri scienziati tedeschi, andò negli Stati Uniti come parte dell'operazione Paperclip. Inizialmente ha lavorato nel principale laboratorio di ricerca dell'U.S. Air Force presso la Wright-Patterson Air Force Base, a Dayton, Ohio. Nel 1947 si trasferì all'Università Cornell, come professore d'ingegneria elettrica. Nel 1950 tornò in Germania, dove fu a capo del dipartimento di ricerca della Siemens & Halske per la tecnologia delle comunicazioni a Monaco di Baviera fino al 1962.

## IlRapporto Oslo
Hans Ferdinand Mayer è stato l'autore del Rapporto Oslo, una delle più gravi violazioni della sicurezza tedesca nella seconda guerra mondiale. Lo firmò come "uno scienziato tedesco, che è dalla vostra parte", prima d'inviarlo all'ambasciata britannica a Oslo, in Norvegia, all'inizio di novembre 1939. Nella sua posizione alla Siemens aveva accesso a una vasta gamma di informazioni riguardanti lo sviluppo e l'applicazione dell'elettronica nei sistemi d'arma e nei radar attuali e futuri.
L'ampiezza (e la qualità disomogenea) delle informazioni nel suo Rapporto portò ad uno scetticismo iniziale tra la comunità dell'intelligence britannica sulla sua veridicità, ma i dettagli tecnici delle informazioni riguardanti l'elettronica attirarono l'attenzione del dr. R. V. Jones, un brillante giovane scienziato che era stato recentemente nominato al Ministero dell'Aeronautica. Jones, che era molto apprezzato da Churchill e alla fine salì alla posizione di Assistente Direttore dell'Intelligence (Scienza), trovò il Rapporto Oslo estremamente utile per anticipare e contrastare il dispiegamento di nuovi sistemi radar tedeschi ed i sistemi a raggi radio utilizzati per guidare i bombardieri tedeschi verso i loro obiettivi.
L'esistenza del Rapporto Oslo divenne più ampiamente nota attraverso un discorso tenuto da Jones nel 1947, anche se non si venne a conoscenza dell'identità del suo autore fino alla fine del 1953, quando venne infine confermato in un incontro con Mayer nel 1955. Jones accettò di mantenere segreta l'identità di Mayer, per evitare possibili ritorsioni contro Mayer e la sua famiglia.
Mayer non disse alla sua famiglia fino al 1977 di aver scritto il Rapporto Oslo. Il suo testamento venne scritto in modo che la sua paternità del Rapporto sarebbe stata pubblicata solo dopo la morte sua e di sua moglie. Jones rispettò i desideri di Mayer, non rivelando la sua identità fino al 1989.

## Opere
Nel novembre 1926, Mayer pubblicò un articolo (H. F. Mayer. "On the equivalent-circuit circuit of the amplifier tube". Telegraph and Telephony, 15:335-337, 1926) che descrive la trasformazione delle alimentazioni di tensione di riserva dopo fonti di corrente equivalenti. È un'estensione del teorema di Thévenin, che afferma che qualsiasi insieme di sorgenti di tensione e resistori con due terminali è elettricamente equivalente a una sorgente di corrente ideale. Anche Edward Lawry Norton lo descrisse nel 1926 in un rapporto interno per Bell Labs.
Il teorema è ben noto sotto il nome di teorema di Norton o teorema di Mayer-Norton. Hans Ferdinand Mayer ha pubblicato circa 25 articoli tecnici e detenuto più di 80 brevetti.

## Onorificenze
- Dottorato honoris causa presso l'Università tecnica di Stoccarda (1956)
- Gauss-Weber-Medaille dell'Università di Goettingen
- Philipp-Reis-Preis del Deutsche Post (1961)
- Ehrenring dalla VDE (1968)